# Atala Beauchêne
Pour les articles homonymes, voir Beauchêne.
Atala Beauchêne (née Louise Denise Dutraiget à Orléans le 14 octobre 1816, reconnue deux jours plus tard par son père l'acteur Jacques Beaudoin,, et morte à Villeurbanne le 29 mars 1894) est une actrice française du XIXe siècle.

## Biographie
Louise Beaudoin est née en 1816 à Orléans. Elle fait ses débuts à l'âge de 13 ans dans un vaudeville intitulé La Petite Somnambule, au Théâtre de la Porte-Saint-Martin à Paris. L'année suivante, elle est embauchée au Théâtre Comte en tant que petite Atala.
En 1830, elle débute à la Comédie-Française, dans la tragédie Gustave-Adolphe de Lucien Arnault. Deux ans plus tard, elle s'engage pour un an au Théâtre du Vaudeville.
Elle se produit ensuite salle Ventadour. En 1836, elle joue au Théâtre des Variétés Anna Damby de Kean ou Désordre et génie de Alexandre Dumas. Elle y fait la connaissance de Frédérick Lemaître, avec lequel elle entretient une liaison. Il réussit à la convaincre de partir en tournée ; ils voyagent donc de 1836 à 1838, jusqu'à ce que Victor Hugo fasse engager Frédérick Lemaître pour jouer Ruy Blas le 8 novembre 1838. Lors de cette première au Théâtre de la Renaissance, Atala Beauchêne, dans le rôle de la reine, remporte également un franc succès. Victor Hugo aurait dit à ce sujet : « La reine est un ange et la reine est une femme. Le double aspect de cette chaste figure a été rendu par Mlle Beaudouin - Atala Beauchêne - avec une intelligence rare et exquise ». Elle figure, sous les traits de « l'impératrice Atala Beauchêne », parmi les auteurs dramatiques et acteurs connus représentés sur un calendrier de 1844 intitulé Grand chemin de la postérité, puis sur l'édition de 1848.
Elle est la compagne de l'acteur Eugène Meyronnet.
Dans les années 1840, elle interprète plusieurs rôles avec succès, jouant au Cirque-Olympique, au Théâtre-Historique dans Le Chevalier de Maison Rouge d'Alexandre Dumas (1847), ou encore au Gillian Lynne Theatre de Londres.
À partir de 1857, Beauchêne signe des contrats d'engagement dans différents théâtres de province (Évreux, Auxerre, La Rochelle, Nevers, Valenciennes). Elle termine sa carrière à Marseille en 1883. Par la suite, elle reçoit une pension de 500 francs de la Société des artistes.
Elle s’installe à Lyon en 1885, puis en 1891 à Villeurbanne, où elle meurt en 1894.

## Rôles (sélection)
- Comtesse Glaris dans Reine, cardinal et page de Jacques-François Ancelot (1832)
- Victorine dans Le Père Goriot de Honoré de Balzac (1835)
- Anna Damby dans Kean ou Désordre et génie d'Alexandre Dumas (1836)
- La reine dans Ruy Blas de Victor Hugo (1838)
- Jeanette dans Deux jeunes femmes d'Amable de Saint-Hilaire (1840)
- Joséphine dans Le Prince Eugène et l'Impératrice Joséphine, par Ferdinand Laloue (1843)
- Madame de Sauve dans La Reine Margot, d'Alexandre Dumas (1847)

## Sources
- Henry Lyonnet, Dictionnaire des comédiens français, ceux d'hier : biographie, bibliographie, iconographie, 1912 (lire en ligne), p. 111
- Louis Schneiter, « Deux Amours de Frédérick Lemaitre - I - Atala Beauchêne », Le Temps,‎ 16 août 1930, p. 3f (lire en ligne)